# Berberidopsidales
Berberidopsidales är en ordning av tvåhjärtbladiga växter. Berberidopsidales ingår i klassen tvåhjärtbladiga blomväxter, fylumet kärlväxter och riket växter. Enligt Catalogue of Life omfattar ordningen Berberidopsidales 4 arter. 
Kladogram enligt Catalogue of Life:
| Berberidopsidales | \| \| Aextoxicaceae \| \| \| \| \| \| Berberidopsidaceae \| \| \| \| |
|                   | \| \| Aextoxicaceae \| \| \| \| \| \| Berberidopsidaceae \| \| \| \| |
|                   | Aextoxicaceae                                                        |
|                   |                                                                      |
|                   | Berberidopsidaceae                                                   |
|                   |                                                                      |

## Bildgalleri

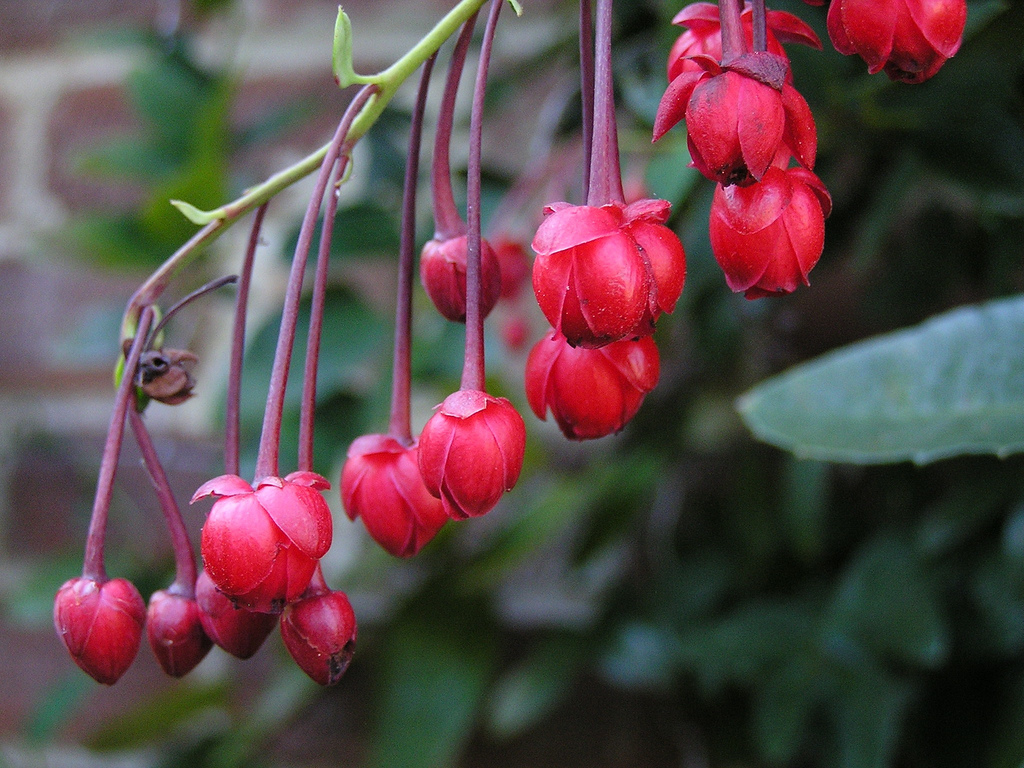
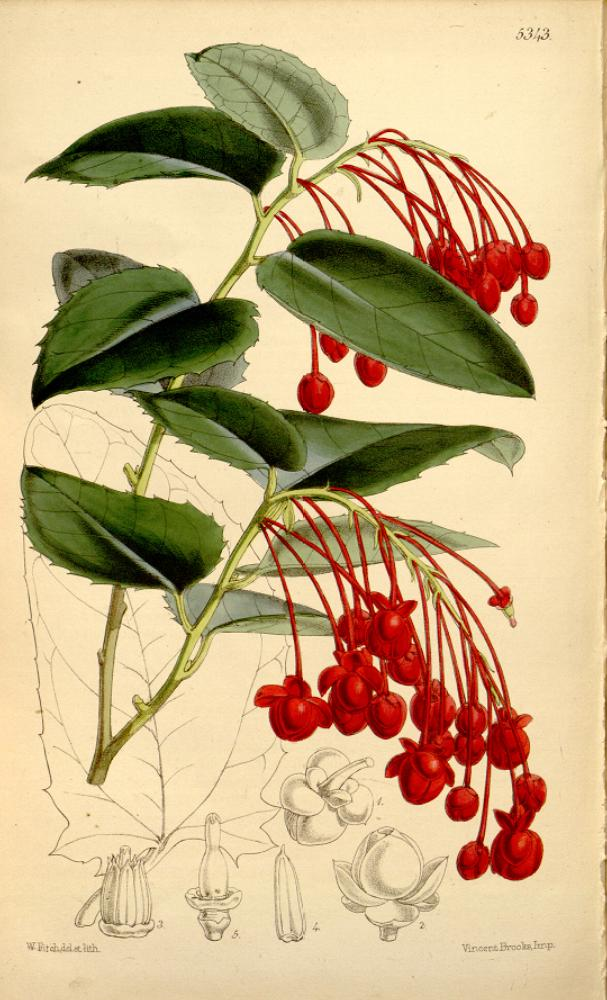